# Johannes Ephraim Larsen
Johannes Ephraim Larsen, född den 11 februari 1799, död den 17 november 1856, var en dansk rättslärd och politiker.
Larsen tog 1816 juridisk examen "for ustuderede" och blev 1818 fuldmægtig i Köpenhamns poliskammare. År 1819 avlade han studentexamen och 1825 juridisk ämbetsexamen samt blev 1828 "politiassistent" (poliskommissarie). 
Därjämte sysselsatte han sig ivrigt med rättshistoriska studier samt skrev 1827-28 lärda och skarpsinniga Bidrag til de danske Procindsiallovbøgers Historie. År 1831 blev Lange e.o. samt 1836 ordinarie professor vid Köpenhamns universitet och 1856 justitiarius i Højesteret. 
I det politiska livet gjorde han sig synnerligen bemärkt. Som kungavald ständerdeputerad deltog han i ständerförsamlingarna i Roskilde och Viborg 1842-48, där han visade frisinthet och nationalkänsla, i synnerhet i avseende på de slesvisska frågorna. Han var även (1844) en bland stiftarna av "den slesvigske hjælpeforening". 
Åren 1848-49 var Larsen medlem av den grundlagsstiftande riksförsamlingen samt blev 1849 folketingsman, 1853 landstingsman och 1856 medlem av riksrådet. Han tog livligt del i förhandlingarna och var en av det nationalliberala partiets mest framstående medlemmar. 
Särskilt fäste han uppmärksamheten vid sig genom sitt betänkande om fæsteväsendets avskaffande (1852) och som referent i arvföljdsfrågan (1852-53), i vilken han till det yttersta bekämpade upphävandet av kongelovens arvföljd, då den var ett föreningsband mellan kungariket och Slesvig. 
Han inlade stora förtjänster om rättsvetenskapens utveckling. Med särskild förkärlek behandlade han rättshistorien och statsrätten, men sysselsatte sig även med privaträtten och processen samt satte i system det vittomfattande material, varmed A.S. Ørsted riktat den danska rättsvetenskapen.
Åren 1855-56 var Larsen ordförande i riksrätten. Tillsammans med P.G. Bang utgav Lassen Systematisk Fremstilling af den danske Procesmaade (5 band, 1841-43). Efter hans död utkom hans "Samlede Skrifter" (10 band, 1857-61, även innehållande hans föreläsningar).

## Utmärkelser
- Riddare av Dannebrogorden,  1841[1]

[Redigera Wikidata]